# Rathaus Neuses (Kronach)

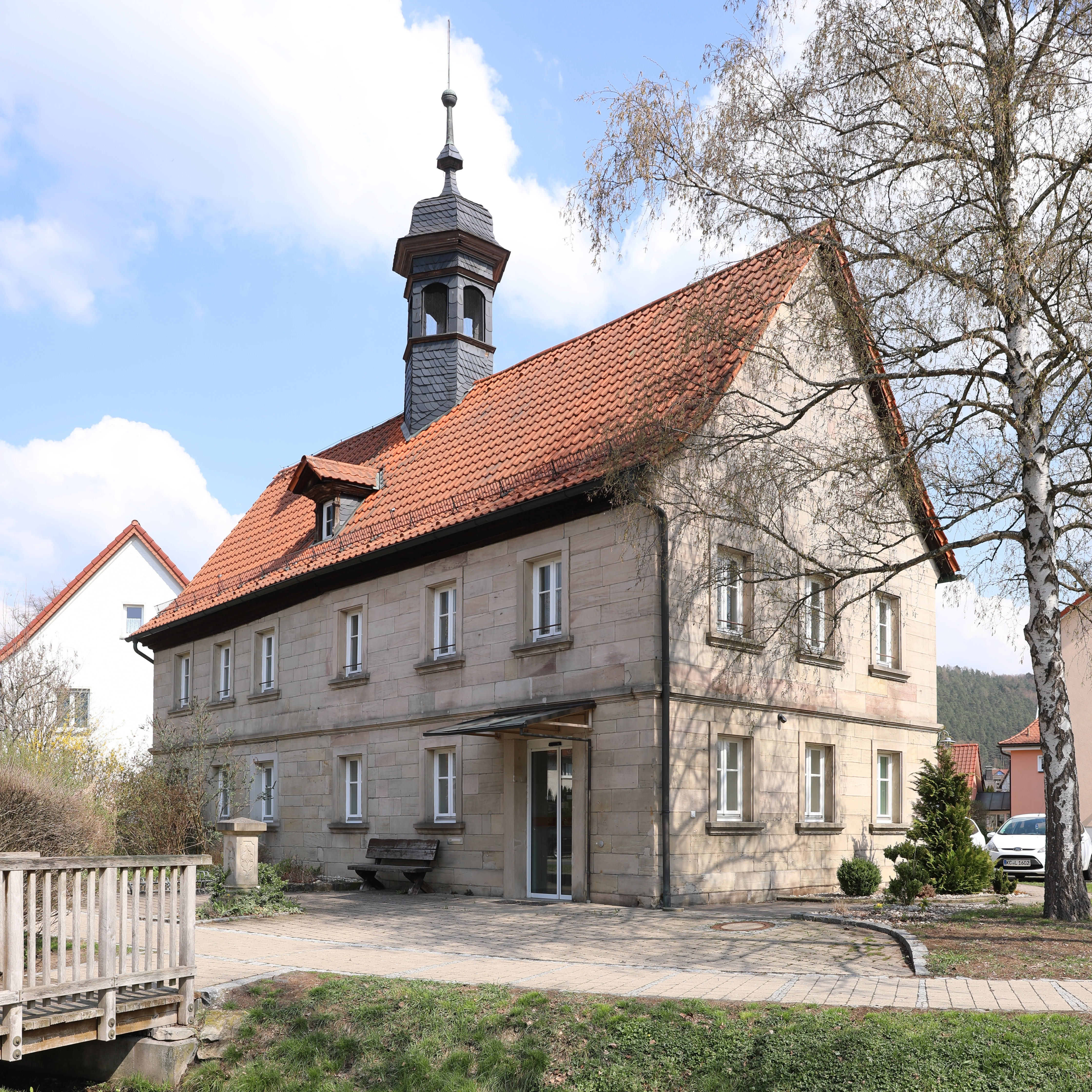
Ehemaliges Rathaus in Neuses

Das Rathaus in Neuses, einem Stadtteil von Kronach im oberfränkischen Landkreis Kronach in Bayern, wurde im 18./19. Jahrhundert errichtet. Das ehemalige Rathaus am Kirchplatz 18 ist ein geschütztes Baudenkmal. 
Der zweigeschossige Satteldachbau mit Sandsteinquadermauerwerk hat drei zu sechs Fensterachsen. Der sechseckige offene Dachreiter wird von einer Haube mit einem hohen Dachknauf bekrönt.